# Aulus Atili Serrà
Aulus Atili Serrà (en llatí: Aulus Atilius Serranus) va ser un magistrat romà. Era probablement el segon fill del pretor Gai Atili Serrà. Formava part de la gens Atília i era de la família dels Serrà.
Va ser pretor l'any 192 aC i va obtenir com a província Grècia, a més del comandament de la flota, amb l'encàrrec formal de fer operacions militars contra el tirà d'Esparta Nabis, però en realitat per preparar la guerra contra Antíoc III el Gran. L'any 191 aC va conservar el comandament de la flota fins a l'arribada del seu successor Gai Livi Salinator. Serrà, amb una part de la flota va capturar un contingent naval de transport selèucida amb moltes provisions i materials i va portar els vaixells capturats al Pireu.
Va ser altre cop pretor l'any 173 aC i va obtenir la jurisdicció urbana. El mateix any va negociar amb Antíoc IV Epífanes la renovació del tractat que s'havia signat amb el seu pare. El 171 aC va ser enviat amb Quint Marci Filip i altres com ambaixador a Grècia per contraposar-se a la influència de Perseu de Macedònia.
L'any 170 aC va ser elegit cònsol amb Aulus Hostili Mancí i va obtenir Itàlia com a província mentre el seu col·lega va fer la guerra contra Perseu de Macedònia.